# 1827 au théâtre
| Années du théâtre : 1824 - 1825 - 1826 - 1827 - 1828 - 1829 - 1830    |
| Décennies du théâtre : 1790 - 1800 - 1810 - 1820 - 1830 - 1840 - 1850 |

## Événements
- 23 janvier : înauguration du Théâtre des Bouffes-Parisiens, à Paris.
- 1er mars : inauguration du premier Théâtre des Nouveautés, à Paris.
- Nuit du 13 juillet au 14 juillet : incendie du Théâtre de l'Ambigu-Comique, à Paris[1].
- 3 septembre : inauguration du Théâtre Monsigny, à Boulogne-sur-Mer[2].

## Pièces de théâtre publiées
- Victor Hugo,  Cromwell. La pièce ne sera créée qu'en 1956 dans une version abrégée

## Pièces de théâtre représentées
- 24 décembre : Amy Robsart, drame de Victor Hugo et Paul Foucher, en cinq actes et en prose, Théâtre de l'Odéon, Paris[3].